# Južnokorejska košarkaška reprezentacija
Južnokorejska košarkaška reprezentacija predstavlja državu Južnu Koreju u međunarodnoj muškoj košarci.

## Nastupi na velikim natjecanjima

### Olimpijske igre
- 1948.: 8. mjesto
- 1956.: 14. mjesto
- 1964.: 16. mjesto
- 1968.: 14. mjesto
- 1988.: 9. mjesto
- 1996.: 12. mjesto

### Svjetska prvenstva
- 1970.: 11. mjesto
- 1978.: 13. mjesto
- 1986.: 13. mjesto
- 1990.: 15. mjesto
- 1994.: 13. mjesto
- 1998.: 16. mjesto
- 2014.: 23. mjesto

### Azijske igre
- 1954.: 4. mjesto
- 1958.: 4. mjesto
- 1962.:  bronca
- 1966.:  bronca
- 1970.:  zlato
- 1974.:  srebro
- 1978.:  srebro
- 1982.:  zlato
- 1986.:  srebro
- 1990.:  bronca
- 1994.:  srebro
- 1998.:  srebro
- 2002.:  zlato
- 2006.: 5. mjesto
- 2010.:  srebro

### Azijsko prvenstvo
- 1960.: 4. mjesto
- 1963.:  bronca
- 1965.:  bronca
- 1967.:  srebro
- 1969.:  zlato
- 1971.:  bronca
- 1973.:  srebro
- 1975.:  bronca
- 1977.:  srebro
- 1979.:  bronca
- 1981.:  srebro
- 1983.:  bronca
- 1985.:  srebro
- 1987.:  srebro
- 1989.:  srebro
- 1991.:  srebro
- 1993.:  bronca
- 1995.:  srebro
- 1997.:  zlato
- 1999.:  srebro
- 2001.:  bronca
- 2003.:  srebro
- 2005.: 4. mjesto
- 2007.:  bronca
- 2009.: 7. mjesto
- 2011.:  bronca
- 2013.:  bronca

### Azijski kup
- 2004.:  srebro

### Istočnoazijske igre
- 1993.:  srebro
- 1997.:  srebro
- 2001.:  srebro
- 2005.:  srebro
- 2009.:  zlato

### Istočnoazijsko prvenstvo
- 2009.:  zlato
- 2011.:  zlato
- 2013.:  zlato